# Гамбург-Айдельштед
Айдельштед (нім. Eidelstedt) — частина району Аймсбюттель вільного та ганзейського міста Гамбург. Айдельштедт межує з частинами району Аймсбюттель (Шнельзен, Ніндорф, Штелінген), а також з Баренфельдом і Лурупом у сусідньому районі Гамбург-Альтона.